# Navan
53°39′10″N 6°40′50″V / 53.65278°N 6.68056°V
Navan (Irsk: An Uaimh = grotten) er en irsk by i County Meath i provinsen Leinster, i den centrale del af Republikken Irland med en befolkning (inkl. opland) på 24.851 indb i 2006 (19.417 i 2002) 